# Ангел Телийски
Ангел Генов Телийски е български революционер, участник в Априлското въстание от 1876 г.

## Биография
Ангел Телийски е роден в село Церово през 1848 г. като син на Гено Телийски (1830 – 1876). Изучава се в родното си село, като същевременно помага на баща си в търговските му дела.
Като член на не местния революционен комитет участва в подготовката на въстанието и заема поста на секретар на съзаклятието. Освен с агитация в околните села за каузата на бунта, след обявяването му е определен за четоводец и началник на стражата в околностите на връх Еледжик. След неуспеха на въстанието е запрян в Пловдивската тъмница за четири месеца.
Слоед Освобождението Ангел Телийски се препитава от земеделие, заема и различни административни длъжности в родното си село. Избиран е и за народен представител.
Ангел Телийски почива в Церово на 3 август 1913 г.